# Qais Alshabebi
Qais Omar Alshabebi (in arabo قيس الشببي‎?; Dubai, 31 ottobre 1991) è un cestista emiratino.

## Carriera

### Club
Qais Alshabebi è cresciuto nel settore giovanile dell'Shabab Al-Ahli, squadra degli Emirati Arabi Uniti. Ha iniziato ad entrare nel giro della prima squadra fin da giovane ed è considerato da molti come uno dei migliori giocatori della regione del Golfo Persico.
Con la maglia dello Shabab Al-Ahli ha conquistato in nove occasioni la vittoria della UAE Basketball League ed in tre occasioni ha anche conquistato anche la UAE Federetion Cup; Alshabebi ha anche conquistato per tre anni consecutivi (2016, 2017, 2018) la vittoria nella Gulf Basketball Clubs Championship.
Alshabebi ha anche partecipato, sempre indossando la canotta dello Shabab Al-Ahli, anche a varie edizioni della FIBA Asia Champions Cup. Nella sua prima partecipazione nell'edizione 2016, fu uno dei protagonisti del quarto posto finale della squadra, disputò 7 partite in cui mantenne una media di 15.6 punti e 12.7 rimbalzi a partite e concluse in testa la classifica dei migliori rimbalzisti della competizione. Nell'edizione 2017 partecipò nuovamente alla massima competizione continentale asiatica ed anche se l'Al-Ahli concluse con un deludente settimo posto, Alshabebi si impose come il miglior marcatore del torneo con 25.9 punti di media ed arrivò secondo nella classifica dei rimbalzi con 12.7 a partita. 
Alshabebi è tornato a scendere in campo nella massima competizione per club asiatica, prendendo parte con lo Shabab Al-Ahli alla nuova Basketball Champions League Asia nella sua prima edizione, tenutasi a Dubai. La squadra è arrivata fino alla finalissima, dove lo Shabab Al-Ahli si è arreso solo difronte la netta superiorità dell'Al-Riyadi Beirut e Alshabebbi ha giocato un importante ruolo nel percorso verso la finale con 17.4 punti e 7 rimbalzi di media nelle cinque partite giocate.

### Nazionale
Alshabebi è entrato nel giro della nazionale maggiore degli Emirati Arabi Uniti fin da giovane. Ad appena venti anni fece parte della squadra che prese parte al Campionato asiatico maschile di pallacanestro 2011, anche se scese in campo in una sola partita mettendo a referto 11 punti e 6 rimbalzi.
Con la nazionale degli Emirati Arabi Uniti ha preso parte in due occasioni ai Giochi mondiali universitari nell'edizione 2011 ed in quella 2013.
Ha rappresentato la squadra nazionale Emirati Arabi Uniti anche in varie edizioni della Coppa delle Nazioni Arabe. Nell'edizione del 2017 in Egitto è stato uno dei migliori marcatori del torneo, facendo registrare una media di 18 punti a partita, classificandosi come il secondo miglior marcatore, posizione ottenuta anche nella classifica dei migliori rimbalzisti con 9.2 a partita; nell'edizione 2018, tenutasi sempre in Egitto ha concluso in testa nella classifica dei migliori rimbalzisti con 14.0 a partita, accompagnati anche da 15.8 punti.
Al termine dell'edizione 2022 della Coppa delle Nazioni Arabe, Alshabebi ha concluso il torneo con una media di 18.0 punti a partita che gli sono valsi la testa della classifica di miglior marcatore del torneo, venendo anche inserito nell'All-Arab Nations Cup 2nd Team al termine della competizione.

## Palmarès

### Club
- UAE Basketball League: 9

Shabab Al-Ahli: 2013-2014, 2014-2015, 2016-2017, 2017-2018, 2018-2019, 2020-2021, 2021-2022, 2022-2023, 2023-2024
- UAE Federetion Cup: 3

Shabab Al-Ahli: 2015, 2016, 2020
- Gulf Basketball Clubs Championship: 3

Shabab Al-Ahli: 2016, 2017, 2018
- FIBA WASL Gulf League: 1

Shabab Al-Ahli: 2024-2025